# Leezen (Holsten)
 Ikke at forveksle med Leezen (Mecklenburg-Vorpommern).
Leezen er en kommune og administrationsby i det nordlige Tyskland, beliggende i Amt Leezen under Kreis Segeberg. Kreis Segeberg ligger i den sydøstlige del af delstaten Slesvig-Holsten.

## Geografi
Leezen ligger ved vestenden af Neversdorfer See omkring syv kilometer syd for Bad Segeberg. I kommunen ligger ud over Leezen, landsbyerne Heiderfeld og Krems I.
Byen ligger ved Bundesstraße B 432 og lidt øst for kommunen går motorvejen A 21.